# Codeine Velvet Club
Codeine Velvet Club est un groupe de rock britannique, originaire de Glasgow, en Écosse. Il est formé en 2009 par Lou Hickey et Jon Lawler (alias Jon Fratelli, leader du groupe The Fratellis). Codeine Velvet Club est également le nom de leur premier album studio sorti le 28 décembre 2009.

## Biographie

### Formation (2008-2009)
Dès 2008, alors que The Fratellis était en tournée en Australie et au Japon pour la promotion de leur second album Here We Stand, il fut décidé que le groupe ferait ensuite une pause avant un troisième album. C'est la femme de Jon qui le met alors en contact avec une de ses amies, Lou, qui veut écrire son propre album. Ils se rencontrent donc dans un studio et écrivent leur premier single Vanity Kills. Contents du résultat, ils décident non pas d'écrire pour un album personnel de Lou, mais de former un nouveau projet ensemble.
Le 23 août 2009, le Sunday Mail rapporte un nouvel album du groupe intitulé Codeine Velvet Club qui sera publié en novembre 2009. L'article inclut une liste de morceaux avec Jon Lawler. Il mentionne aussi que Lawler et Hickey ont partagé l'écriture. Ils publient un clip du single Vanity Kills. Les fans qui ont signé. Les critiques sont positifs à l'échelle nationale.

### Codeine Velvet Club(2009-2010)
Leur site web est opérationnel à compter du 28 septembre 2009, et comprend un lien de téléchargement vers le morceau Nevada  dans une forme acoustique. Le groupe confirme que Homecoming Live: The Final Fling, prendra place au Scottish Exhibition and Conference Centre (SECC) de Glasgow le 28 novembre 2009. Le groupe confirme ensuite une tournée britannique le 8 octobre 2009. Puis il publie le single Vanity Kills sur YouTube] le 11 novembre 2009, avec le morceau Mellotron Boogie No 3.
Vanity Kills est publié dans tous les formats le 23 novembre 2009. L'album est repoussé comme le rapporte le Sunday Mail le 28 décembre 2009, auquel Jon explique que c'est du fait que les membres ont souhaité faire quelques retouches. Le deuxième single Hollywood est annoncé comme double face-A. Il est publié en tant que téléchargement gratuit sur le NME le 23 novembre 2009. Le groupe annonce aussi son album pour le 6 avril 2010 chez Dangerbird Records accompagné d'un morceau bonus intitulé Midnight Love Song. Le morceau sera publié avec une réédition de Vanity Kills le 5 avril 2010. Elle ne sera publiée qu'en téléchargement.
Plus tard, le groupe est confirmé en tête d'affiche du Lovebox Festival de Londres le 17 juillet 2010. Dizzee Rascal, Roxy Music, Grace Jones et Hot Chip y participeront également. Le groupe annonce son tout dernier concert en Roumanieau Becksperience Festival de Bucarest le 29 mai 2010.

### Séparation et projets solo (2010)
Jon Lawler annonçait, avant la rupture, la sortie d'un deuxième album, mais a depuis quitté Codeine Velvet Club et est devenu musicien en solo. Lou continuera en solo et publiera son premier album.

## Discographie

### Singles
- 2009 : Vanity Kills

### Téléchargement
Comme pour The Budhill Singles Club des Fratellis, le groupe met à disposition gratuitement quelques chansons sur son site web. Il s'agit de chansons inédites ou encore des versions acoustiques :
- Nevada (version acoustique)
- Little Sister (version live en studio)
- Mellotron Boogie No 3 (version instrumentale)
- I Am the Resurrection (reprise de The Stone Roses)